# Paul Jenkins
Pour les articles homonymes, voir Paul Jenkins (peintre) et Jenkins.
Compléments
Hellblazer
Hulk
Paul Jenkins (né le 6 décembre 1965) est un scénariste de comics britannique, qui a principalement travaillé pour Marvel Comics.

## Biographie
Il a notamment scénarisé The Incredible Hulk et Wolverine pour Marvel, Hellblazer pour le label Vertigo de DC Comics, le premier titre qui attira l'attention sur lui sur le marché américain du comics.
Lui et le dessinateur Jae Lee sont responsables de la série Inhumans parus sous le label Marvel Knights, qui fut un grand succès, encensée par la critique, et pour laquelle le scénariste reçu un Eisner Award. Jenkins et Lee ont aussi créé en commun The Sentry, un pseudo-Superman qui fit l'objet d'une mini-série sous le label Marvel Knights promue à l'aide d'une mystification promotionnelle. Ce personnage est désormais un membre des New Avengers.
En 2001 il collabora avec le dessinateur Andy Kubert sur la mini-série de 6 épisodes "Origin" qui révélait pour la première fois les origines de Wolverine. Ce titre fut l'une des plus grosses ventes de Marvel cette année-là. Pour boucler la boucle Jenkins réalisa aussi avec le dessinateur Claudio Castellini la mini-série Wolverine : The End.
Jenkins fut aussi chargé de la redynamisation de l'univers Top Cow et du relancement de la série The Darkness.
Il a scénarisé la mini-série Revelations dessinée par le dessinateur Humberto Ramos, avec qui il avait lancé la série The Spectacular Spider-Man Vol.2. Profitant du retour de Sentry dans la série New Avengers, il scénarise une série qui lui est consacrée, dont les premiers épisodes sont dessinés par John Romita Jr..
Jenkins est aussi un créateur prolifique dans le secteur des jeux vidéo, et a travaillé sur plusieurs titres connus Legacy of Kain, Twisted Metal: Black et God of War. Plus récemment, Paul est crédité comme scénariste de Incredible Hulk: Ultimate Destruction, créé avec Radical Games.

## Publications
- Negative Burn #26 (Caliber Press) (avec Alan Moore)
- Teknophage Versus Zeerus, 1996 (Big Entertainment)
- Construct 1-4 (aliber Press) avec Leo Durañona
- Hellblazer #89-... (Vertigo (DC Comics))
- Batman: Legends of the Dark Knight #98 (DC Comics)
- Werewolf by Night #1-6 (Marvel comics)
- Strange Tales (Marvel comics)
- Inhumans 1-#4 (Marvel comics)
- Deadside #1 (Acclaim)
- Spawn: The Undead #5 (Image Comics)
- Sentry #1 -5
- Incredible Hulk #23,
- Witchblade #45 (Top Cow)
- The Agency, #1 (Image Comics)

### Jeux vidéo
- The Darkness (2007)
- The Incredible Hulk: Ultimate Destruction (2005)
- Blazing Dragons (1996)

## Prix et récompenses
- 1999 : Prix Eisner de la meilleure nouvelle série pour Les Inhumains (avec Jae Lee)